# Araponga blanc
Procnias albus
Espèce
Synonymes
- Procnias alba

Statut de conservation UICN

 LC  : Préoccupation mineure
L'Araponga blanc (Procnias albus), ou oiseau cloche en Guyane, est une espèce d'oiseaux de la famille des Cotingidae. Seul le mâle est blanc, la femelle est de couleur olive.
Selon une étude publiée en 2019, il est l'oiseau produisant les sons les plus forts, avec des enregistrements à 125 dB,. Le record précédent pour les animaux terrestres était attribué à l'oiseau de la même famille des cotingidés, le piauhau hurleur .

## Répartition géographique
Il vit dans le plateau des Guyanes et le nord de l'État de Pará.